# Koen de Kort
Koen de Kort (Gouda, 8 de setembre de 1982) fou un ciclista neerlandès, professional des del 2005 fins al 2021. El juny de 2021 patí un greu accident de cotxe que li provocà l'amputació de tres dits de la mà dreta.
En el seu palmarès destaca la victòria la París-Roubaix sub-23 de 2004.

## Palmarès
- 2004
  - 1r a la París-Roubaix sub-23
  - 1r a la Ronde van Vlaams-Brabant i vencedor d'una etapa
  - 1r al Gran Premi Eddy Merckx (amb Thomas Dekker)
- 2005
  - Vencedor d'una etapa al Tour de l'Avenir

### Resultats al Tour de França
- 2009. 111è de la classificació general
- 2012. 103è de la classificació general
- 2013. 138è de la classificació general
- 2014. 92è de la classificació general
- 2015. 73è de la classificació general
- 2017. 70è de la classificació general
- 2018. 78è de la classificació general
- 2019. 125è de la classificació general

### Resultats al Giro d'Itàlia
- 2006. 124è de la classificació general
- 2013. 78è de la classificació general
- 2021. 134è de la classificació general

### Resultats a la Volta a Espanya
- 2011. 68è de la classificació general
- 2012. 85è de la classificació general
- 2014. Abandona (18a etapa)
- 2015. 64è de la classificació general
- 2016. 96è de la classificació general
- 2017. 77è de la classificació general
- 2020. 82è de la classificació general